# Jan Hordijk (1974)
Jan Hordijk jr. (Mijnsheerenland, 10 december 1974) is een voormalig Nederlands professioneel wielrenner. Hordijk had in 1998 met drie overwinningen zijn beste jaar.
Jan Hordijk jr. is de zoon van voormalig profwielrenner Jan Hordijk sr.

## Belangrijkste overwinningen
1998
- 5e etappe Commonwealth Bank Classic
- 4e etappe Ronde van La Rioja

2002
- 1e etappe Ronde van Japan

## Resultaten in voornaamste wedstrijden
|      | \| Jaar \| Gent-Wevelgem \| \| ---- \| ------------- \| \| 1998 \| 108e \| |
| Jaar | Gent-Wevelgem                                                              |
| 1998 | 108e                                                                       |